# Orlando Patterson

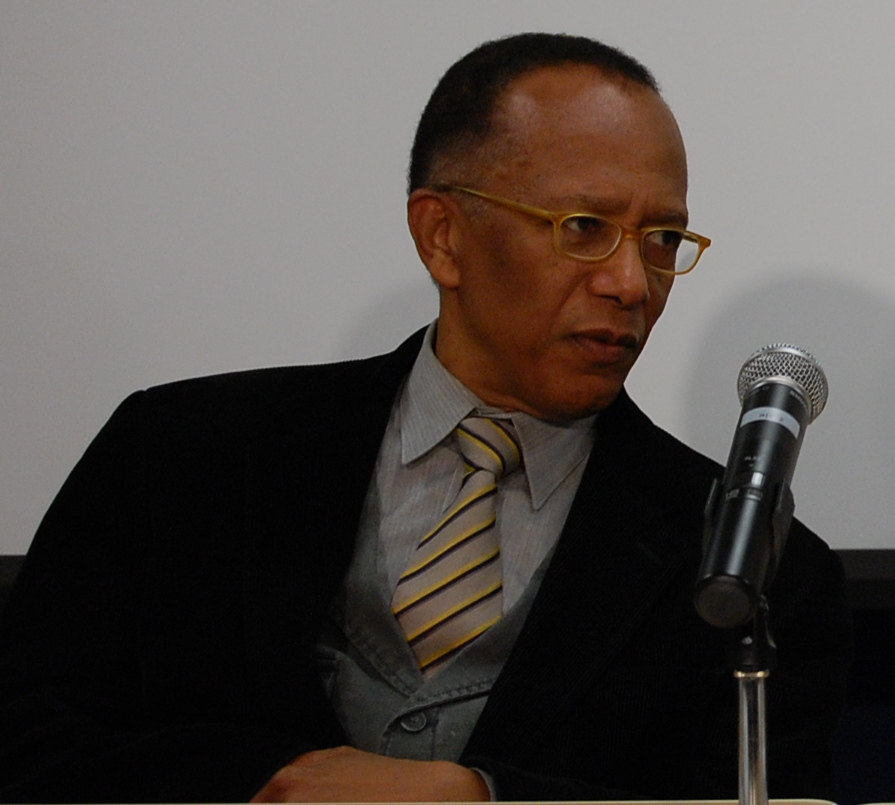
Orlando Patterson, 2010

Orlando Patterson (* 5. Juni 1940 in Westmoreland, Jamaika) ist ein jamaikanisch-US-amerikanischer Soziologe und Autor.  Sein Buch Freedom, Volume One, or Freedom in the Making of Western Culture wurde mit dem  U.S. National Book Award (Sachbuch) ausgezeichnet.

## Leben und Ausbildung
Patterson wuchs in May Pen auf. Er studierte zunächst am Kingston College und schloss 1962 an der University of the West Indies (Universität London) als B.Sc. in Volkswirtschaftslehre ab. An der London School of Economics promovierte er 1965 in Soziologie.

## Karriere
1967 wurde er Professor an der University of the West Indies. 1969 wechselte er an die Harvard University, wo er seitdem tätig ist. Er ist John Cowles Professor of Sociology. Von 1972 bis 1980 war er Sonderberater des jamaikanischen Premierministers Michael Manley.
In seiner Arbeit beschäftigt er sich schwerpunktmäßig mit dem Zusammenhang von Sklaverei und Sozialem Sterben, der Kultur der Freiheit und der Kultursoziologie von Armut und Unterentwicklung unter besonderer Berücksichtigung der karibischen und afroamerikanischen Jugend. Außerdem befasste er sich mit der Kultursoziologie des Sports und schrieb insbesondere über Cricket.
Neben Sachbüchern veröffentlichte Patterson auch drei Romane. Er schrieb Gastkolumnen für die New York Times, die Washington Post, Time und Newsweek.

## Auszeichnungen
- National Book Award, Sachbuch, 1991
- UCLA Medal, 1992
- Order of Distinction, Commander Class, Jamaika, 1999
- Musgrave-Medaille in Gold (Literatur), 2015
- Anisfield-Wolf Book Award, Lebenswerk, 2016
- Hegel-Preis, 2024

## Mitgliedschaften und Stipendien
- American Academy of Arts and Sciences, 1991[4]
- Ernest W. Burgess Stipendiat, American Academy of Political and Social Sciences
- American Sociological Association
- Order of Merit (Jamaika)[5]

## Ehrentitel
- Magister artium, Harvard University, 1971[6]
- Doctor of Humane Letters, Trinity College, 1992
- Doctor of Humane Letters, The New School, NY, 2000
- Doctor of Humane Letters, Northeastern University, 2001
- Doctor of Humane Letters, University of Chicago, 2002
- Doctor of Letters, La Trobe University, 2006

## Werke

### Romane
- The Children of Sisyphus, 1965
- An Absence of Ruins, 1967
- Die the Long Day, 1972

### Sachbücher
- The Sociology of Slavery, 1967
- An Analysis of the Origins, Development and Structure of Negro Slave Society in Jamaica, 1968
- Ethnic Chauvinism: The Reactionary Impulse, 1977
- Slavery and Social Death, 1982
- Freedom in the Making of Western Culture, 1991 (später umbenannt in Freedom, Vol. 1: Freedom in the Making of Western Culture)
- Rituals of Blood: Consequences of Slavery in Two American Centuries, 1999
- Freedom: Freedom in the Modern World, 2006
- The Cultural Matrix: Understanding Black Youth (mit Ethan Fosse), 2015
- The Confounding Island: Jamaica and the Postcolonial Predicament, 2019